# Pupiparité
Pour un article plus général, voir Hippoboscidae.
Viviparité adénotrophique

Mouche tsé-tsé femelle avec sa larve intra-utérine.

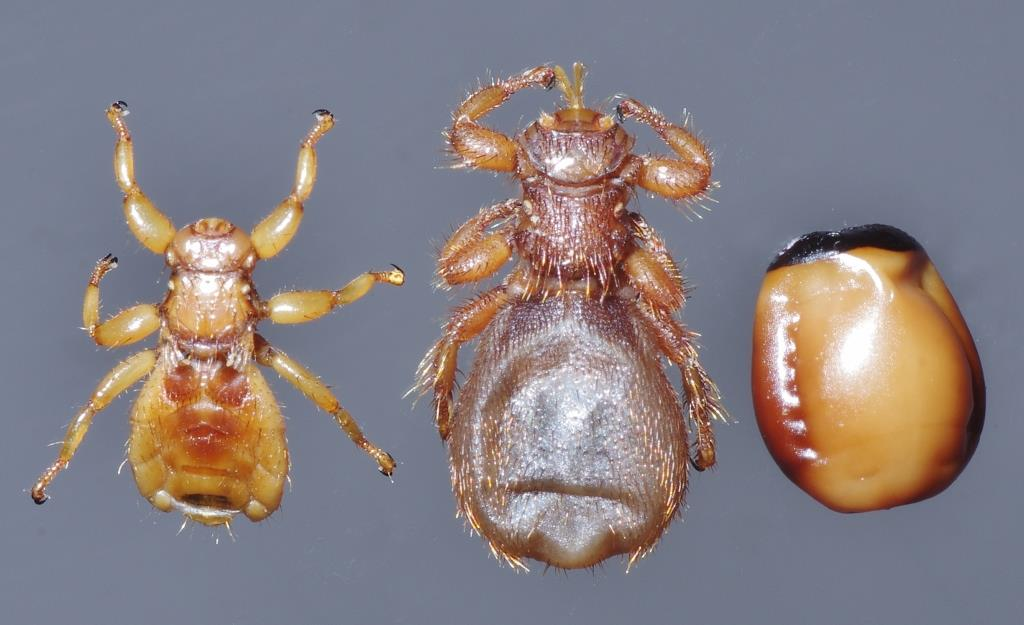
Mouche du Mouton, mâle, femelle après la ponte, pupe.

La pupiparité désigne, chez certaines mouches, le développement de l'embryon puis de la larve dans l’utérus maternel. La larve y est nourrie tout au long de sa croissance par le biais de glandes produisant un liquide ressemblant à du lait. On parle également de viviparité adénotrophique. Une fois son développement achevé, elle est expulsée sous forme de pré-pupe de couleur claire qui se transforme immédiatement (en 20-30 minutes) en pupe tout en noircissant. Plusieurs générations se succèdent au cours de l'année, la dernière hivernant sous forme de pupe le cas échéant. 
Il s'agit de la caractéristique majeure de l'ensemble des mouches de la superfamille des Hippoboscoidea et principalement des mouches plates dont celles des familles des Hippoboscidae et des Glossinidae,. Ces mouches sont toutes hématophages, se nourrissant du sang de leur hôte. Ainsi, la ponte peut avoir lieu sur l'hôte directement comme chez le genre Melophagus, dans son nid ou tombe au sol chez Hippobosca et les Hippoboscoidea spécialisés dans les oiseaux comme la Cratérine du martinet. Les femelles Nyctéribiides ne pondent pas sur leur hôte mais sur les branches de l'arbre habité dans le cas des chauves-souris arboricoles comme les Roussettes ou sur les parois de la grotte lorsqu'il s'agit de chiroptères cavernicoles comme les Rhinolophes ou les Vespertilionides.